# Capulana

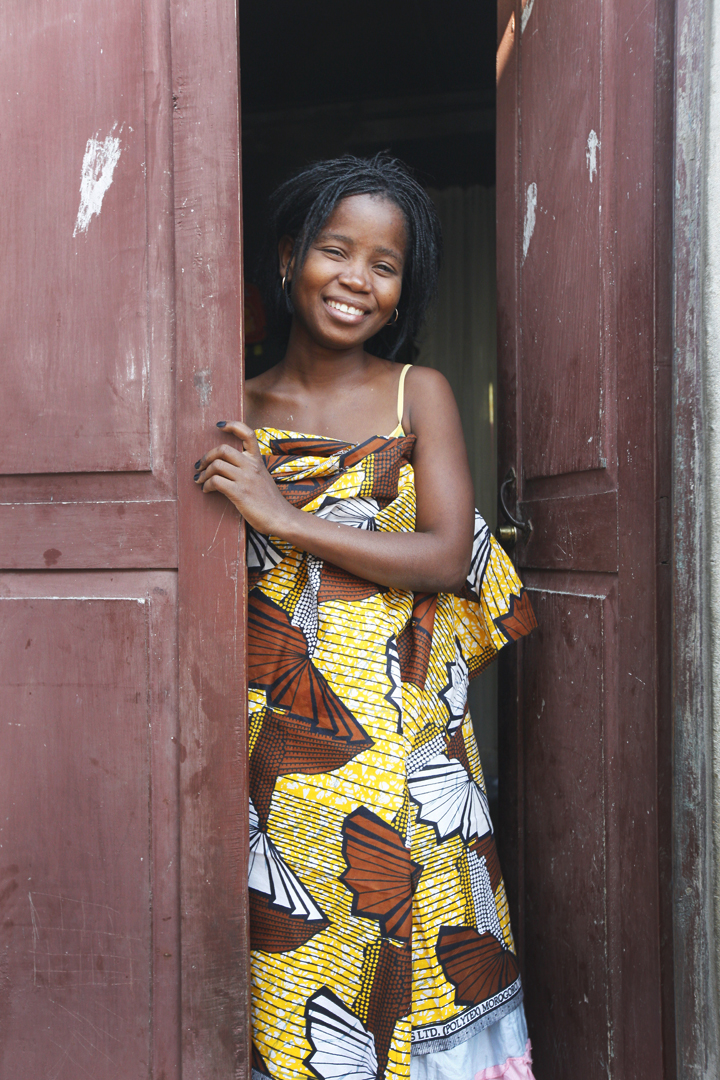
Een jonge vrouw met capulana, Mozambique, 2010.

Een capulana (ook 'kapulana', of 'nguvu' of 'vemba' in Changana, een Tsongadialect) is een soort katoenen sarong voor vrouwen van ongeveer 1 bij 2 meter die voornamelijk wordt gedragen in Mozambique maar ook in andere delen van Zuidoost-Afrika. Dit dagelijkse kledingstuk wordt gebruikt als omslagdoek, wikkelrok, jurk of draagdoek maar ook als gordijn of beddesprei. De capulanastof kan voor andere kleding dienen, ook voor mannen.
Capulana's worden in Mozambique gedragen sinds het begin van de Arabische en Indiase handelsroutes. Indiase handelaren gaven de capulana als ruilmiddel voor andere goederen. Aanvankelijk waren er alleen maar de kleuren wit, zwart en rood. Wit stelde de bescherming door de voorouders voor, zwart het kwaad en rood de oorlog. De Mozambikanen gaven de voorkeur aan deze capulana's boven de van oudsher gedragen dierenhuiden. Vroege ontwerpen tonen zonnen, luipaarden, leeuwen en de stijlen ndjiti (groen, wit en rood geometrisch), xithango (een plaid, die lijkt op kente, gestreepte stof van zijde of katoen uit Ghana) en ximangelani(t) (eenden of andere watervogels). Deze stijlen waren dominant tot de Portugese kolonisatoren kwamen. Tegenwoordig worden deze vroege stijlen van de capulana vooral gebruikt door tinyanga (in zilver en blauw voor tovenaars, curandeiros). Palu, een stijl met minuscule geruite patronen in blauw en wit, was ook populair in de vroege jaren van de capulana.
Tegenwoordig zijn er veel soorten capulana's in verschillende uitvoeringen en kleuren. Ze worden op verschillende manieren gebruikt, bijvoorbeeld als dagelijkse vrijetijdskleding, om draagdoek voor zware lasten of zelfs als feestkleding, die zorgvuldig op maat gemaakt wordt voor speciale evenementen. Vroege traditionele kleuren en stijlen van capulana zijn zeer gewild en worden tegenwoordig voor hoge prijzen verkocht.
Felgekleurde capulana's dienen vaak als cadeau voor vrouwen. Sommige stellen maken passende "kapulana"-kledij voor bijzondere gelegenheden, zoals hun traditionele bruiloft.

## Galerij

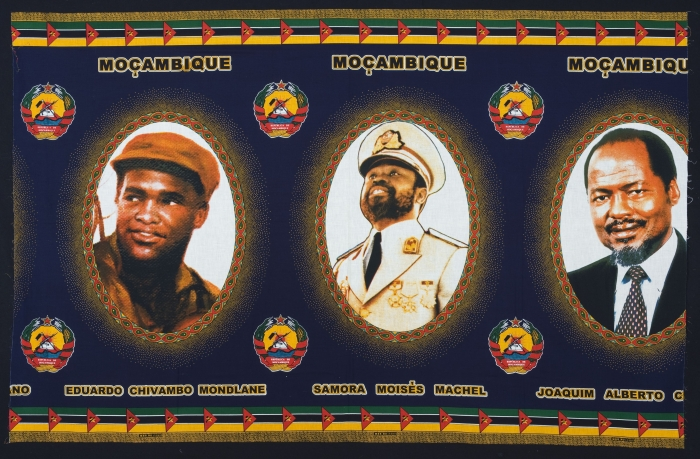
Capulana met portretten van de Mozambikaanse regeringsleiders Eduardo Mondlane, Samora Machel en Joaquim Chissano, Wereldmuseum Amsterdam, vóór 2003.
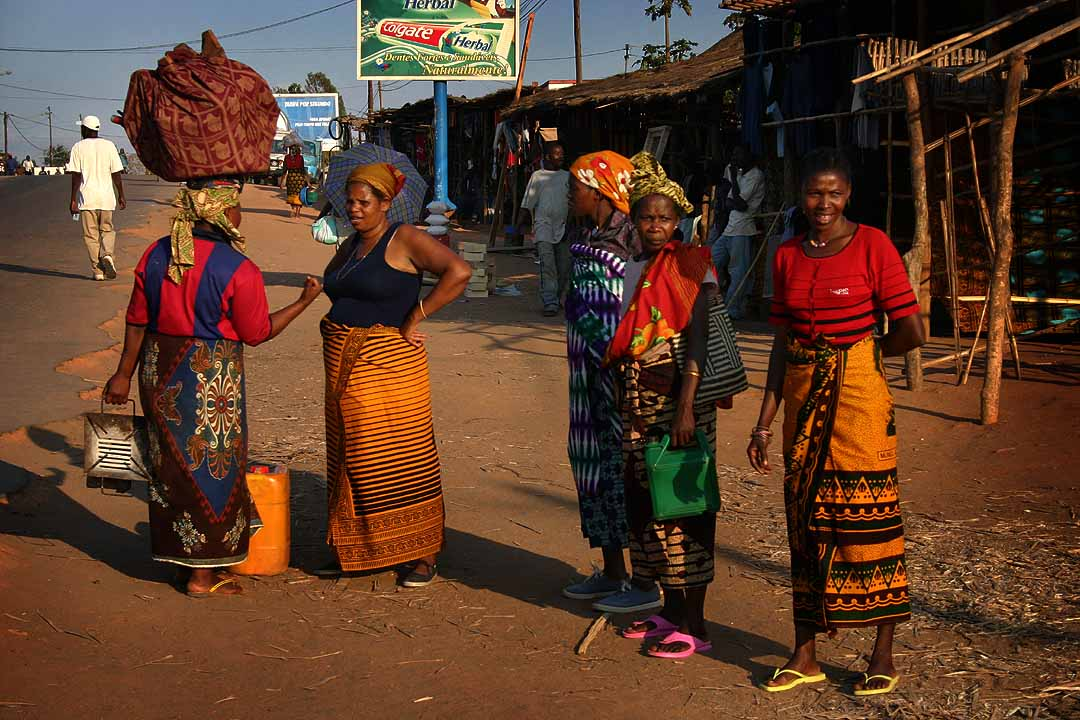
Makhu(w)a vrouwen in capulana's in Nampula, Mozambique, 2005.
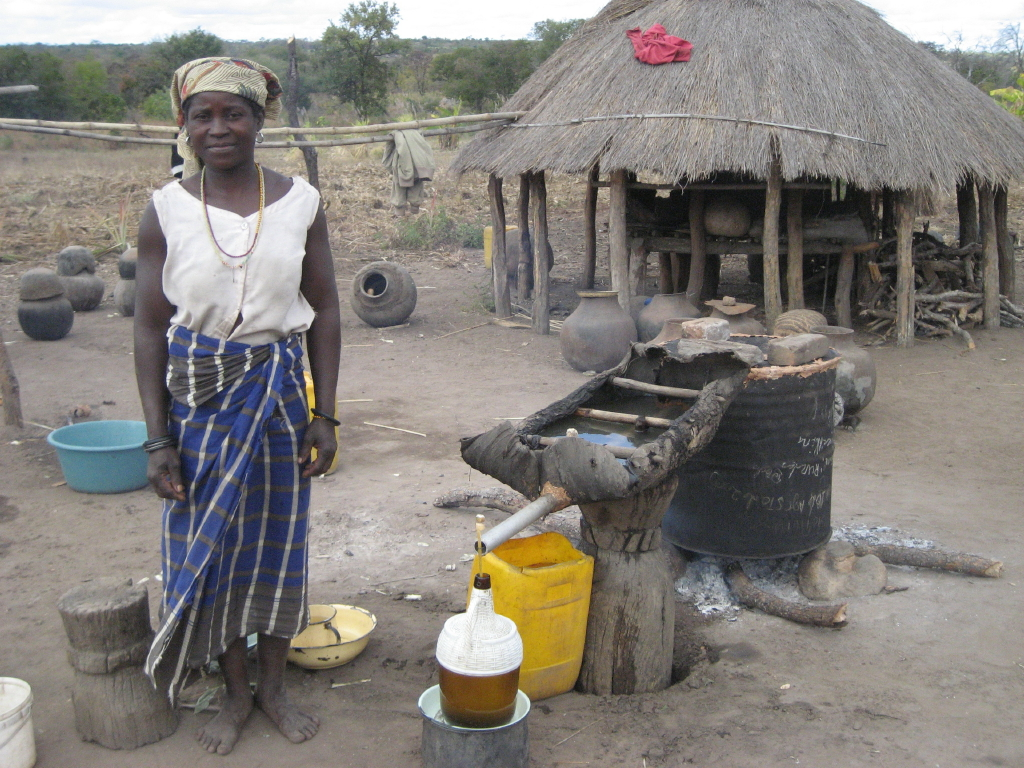
Een vrouw in een capulana destilleert een alcoholische drank, Carneiro, Manica, Mozambique, 2007.
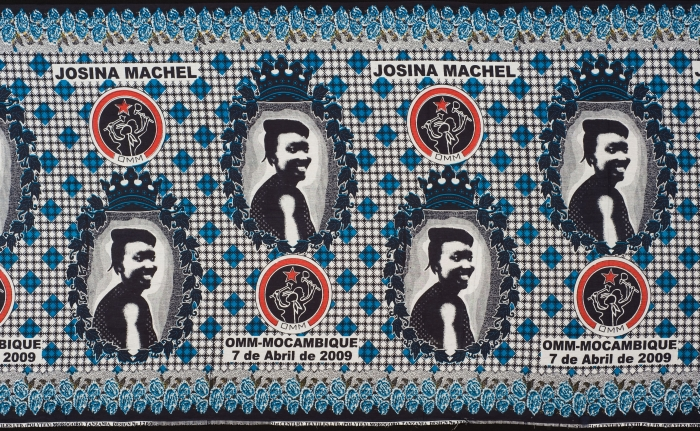
Capulana met Josina Machel (1945–1971), politica en echtgenote van president Samora Machel, vóór 2010.
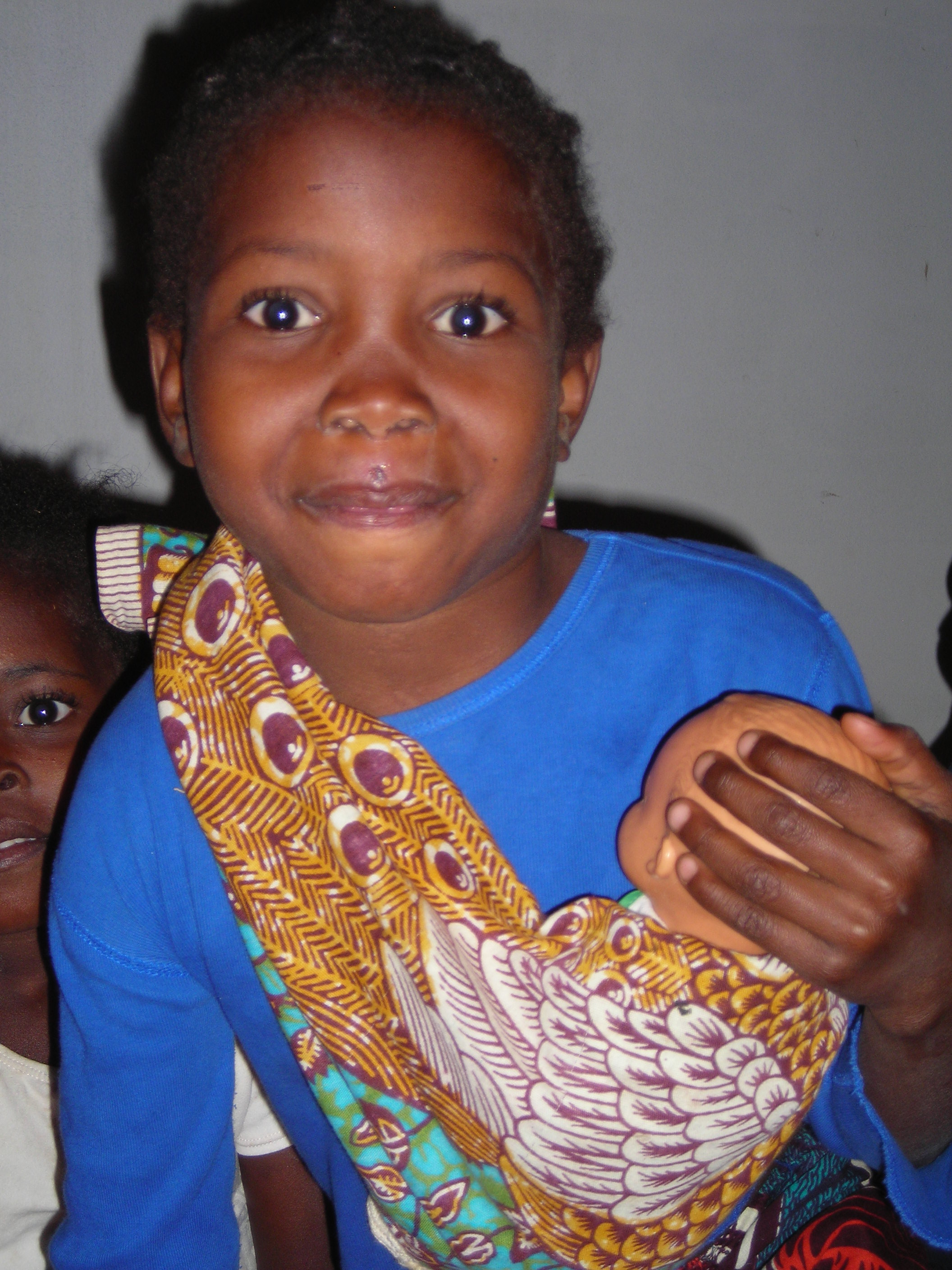
Meisje met haar pop in een capulana als draagdoek, 2010.
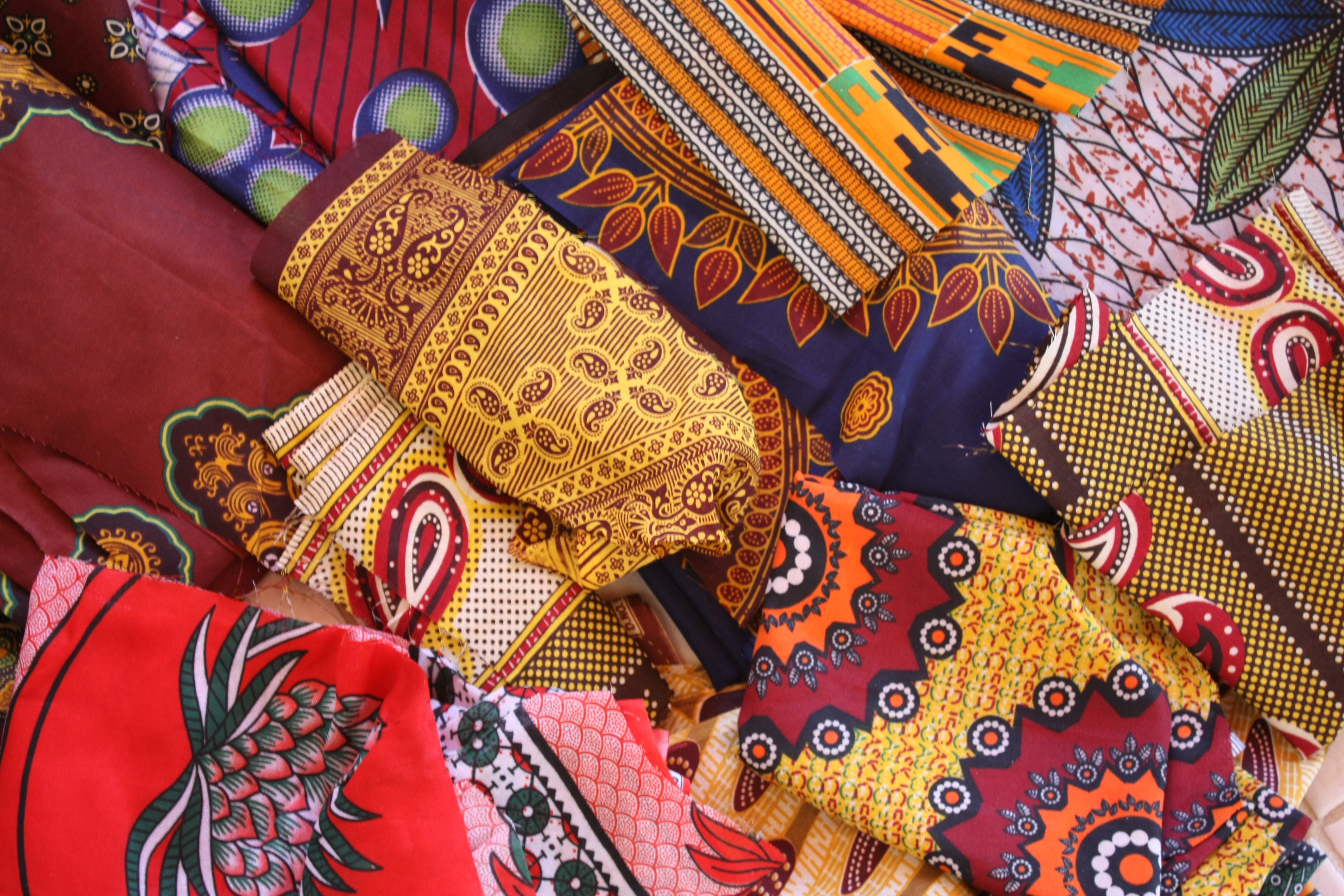
Capulana's, 2011.